# Historiska museet
59°20′04″N 18°05′26″Ø / 59.33444°N 18.09056°Ø
Statens historiska museum, eller Historiska museet, er et museum i Stockholm i Sverige. Museet ligger i krydset Narvavägen /Linnégatan i bydelen Östermalm i Stockholm. Museumsbygningen blev bygget 1934-39 af arkitekterne Bengt Romare og Georg Scherman.
Museet er Sveriges ledende historiske museum. Det er et ansvarsmuseum, med overordnet ansvar for arkæologiske fund og kirkekunst.
Museet blev etableret i 1934. Dets samlinger var tidligere en del af Sveriges Nationalmuseum, som i dag er et rent kunstmuseum. For at afhjælpe museets mangeårige trange lokalesituation, blev det i 1929 foreslået at en grund ved Storgatan kunne være egnet for en fremtidig Statens historiska museum. En arkitektkonkurrence i 1930 blev gennemført uden en vinder, men Romare og Scherman fik andenpræmien, og opgaven med at videreudvikle deres forslag i samarbejde med bygherren, Riksantikvarieämbetet.

## Galleri fra guldrummet
- Blekingeguldskålen dateret til 1100-900 f.Kr.
- Den femringede guldhalskrave, Färjestadskraven fra Färjestadens gård, Torslunda sogn, Öland.
- Den syvringede guldhalskraven Mönekraven fra Möne sogn i Västergötland.
- Timboholmsskatten
- Elisabethrelikvariet